# Mateusz Kamiński (kajakarz)
Mateusz Kamiński (ur. 3 maja 1991 w Olsztynie) – polski kanadyjkarz, dwukrotny medalista mistrzostw świata i Europy oraz Letniej Uniwersjady 2013, olimpijczyk z Rio de Janeiro (2016), jedenastokrotny mistrz Polski.

## Kariera sportowa
Jest zawodnikiem OKSW Olsztyn. Jego największym sukcesem w karierze seniorskiej jest brązowy medal mistrzostw świata w konkurencji C-1 5000 m w 2015 i 2017 roku oraz brązowe medale mistrzostw Europy w 2016 i 2017 roku w konkurencji C-1 5000 m. Na mistrzostwach Europy w 2016 roku zajął także 7. miejsce w konkurencji C-2 1000 m, na mistrzostwach Europy w 2017 roku - 9. miejsce konkurencji C-2 1000 m, na mistrzostwach świata w 2017 roku - 7. miejsce w konkurencji C-2 1000 m. Reprezentował też Polskę na igrzyskach olimpijskich w 2016 roku (C-2 1000 m - 9 m.), mistrzostwach świata w 2013 roku (C-4 1000 m - 9 m.), mistrzostwach Europy w 2013 (C-4 1000 m - 5 m.) i 2015 roku (C-2 200 m - 9 m., C-2 500 m - 5 m.) oraz Igrzyskach Europejskich w 2015 (C-2 1000 m - 7 m.).
Na Uniwersjadzie w 2013 roku zdobył brązowy medal w konkurencji C-4 1000 m (partnerami byli Piotr Kuleta, Michał Kudła i Patryk Sokół).
W 2014 roku zdobył mistrzostwo Polski w konkurencji C-2 500 m i C-2 1000 m (w obu startach z Tomaszem Barniakiem), w 2016 i 2017 w konkurencji C-2 200 m, C-2 500 m i C-2 1000 m, w 2018 roku w konkurencji C-2 1000 m (również z Tomaszem Barniakiem), w 2019 w konkurencji C-2 500 m i C-2 1000 m (w obu startach z Tomaszem Barniakiem), w 2021 w konkurencji C-1000 m.

## Wyniki
Wyniki finałów igrzysk olimpijskich i europejskich oraz mistrzostw świata i Europy.
| Rok  | Zawody                                   | Miejscowość         | Konkurencja | Czas        | Pozycja |
| ---- | ---------------------------------------- | ------------------- | ----------- | ----------- | ------- |
| 2010 | Mistrzostwa świata w maratonie kajakowym | Banyoles            | C-2 25,6 km | 2:01:08,450 | 5.      |
| 2011 | Mistrzostwa Europy w maratonie kajakowym | Saint-Jean-de-Losne | C-2 25,8 km | 2:01:43,00  | brąz    |
| 2011 | Mistrzostwa świata w maratonie kajakowym | Singapur            | C-2 25,8 km | 2:05:11     | brąz    |
| 2012 | Mistrzostwa świata w maratonie kajakowym | Rzym                | C-2 25,6 km | 2:04:53,110 | 13.     |
| 2013 | Mistrzostwa Europy                       | Montemor-o-Velho    | C-4 1000 m  | 3:26,923    | 5.      |
| 2013 | Mistrzostwa świata                       | Duisburg            | C-4 1000 m  | 3:34,83     | 9.      |
| 2014 | Mistrzostwa Europy                       | Brandenburg         | C-4 1000 m  | 3:22,12     | 6.      |
| 2014 | Mistrzostwa świata                       | Moskwa              | C-4 1000 m  | 3:16,98     | 8.      |
| 2015 | Mistrzostwa Europy                       | Račice              | C-2 200 m   |             | 9.      |
| 2015 | Mistrzostwa Europy                       | Račice              | C-2 500 m   | 1:47,316    | 5.      |
| 2015 | Igrzyska europejskie                     | Baku                | C-2 1000 m  | 3:36,82     | 7.      |
| 2015 | Mistrzostwa świata                       | Mediolan            | C-1 5000 m  | 23:05,54    | brąz    |
| 2016 | Mistrzostwa Europy                       | Moskwa              | C-1 5000 m  | 22:48,500   | brąz    |
| 2016 | Mistrzostwa Europy                       | Moskwa              | C-2 1000 m  | 3:42,604    | 7.      |
| 2017 | Mistrzostwa Europy                       | Płowdiw             | C-1 5000 m  | 22:16,99    | brąz    |
| 2017 | Mistrzostwa Europy                       | Płowdiw             | C-2 1000 m  | 3:42,05     | 9.      |
| 2017 | Mistrzostwa świata                       | Račice              | C-1 5000 m  | 23:42,52    | brąz    |
| 2017 | Mistrzostwa świata                       | Račice              | C-2 1000 m  | 3:35,71     | 7.      |
| 2018 | Mistrzostwa Europy                       | Belgrad             | C-1 5000 m  | 23:30,710   | 5.      |
| 2018 | Mistrzostwa Europy                       | Belgrad             | C-2 500 m   | 1:40,235    | 6.      |
| 2018 | Mistrzostwa Europy                       | Belgrad             | C-2 1000 m  | 3:28,500    | 5.      |
| 2018 | Mistrzostwa świata                       | Montemor-o-Velho    | C-1 5000 m  | 24:25,916   | 4.      |
| 2018 | Mistrzostwa świata                       | Montemor-o-Velho    | C-2 1000 m  | 3:41,217    | 4.      |
| 2019 | Igrzyska europejskie                     | Mińsk               | C-2 1000 m  | 3:43,704    | 5.      |
| 2019 | Mistrzostwa świata                       | Segedyn             | C-2 1000 m  | 3:46,930    | 6.      |